# Фрегаты типа «Карел Дорман»
«Карел Дорман» (нидерл. Karel Doormanklasse) — тип фрегатов УРО ВМС Нидерландов. Были спроектированы в качестве универсальных фрегатов, способных как осуществлять противовоздушную и противолодочную оборону, так и бороться с надводными кораблями. С 1985 по 1995 год на верфях Koninklijke Schelde Groep во Флиссингене было построено восемь кораблей этого типа, сменивших фрегаты типа «Кортенар» в роли основных крупных надводных боевых кораблей Нидерландов. Все корабли серии получили названия в честь нидерландских адмиралов и знаменитых моряков. С принятием на вооружение более современных фрегатов типа «Де Зевен Провинсиен», в 2004—2006 годах по два корабля типа «Карел Дорман» были проданы Чили, Бельгии и Португалии, так что по состоянию на начало 2009 года, на вооружении Нидерландов остаются лишь два корабля этого типа.

## Представители
| Название                                                                                | Номер       | Закладка        | Спуск на воду   | Вступление в строй | Судьба                                                          |
| --------------------------------------------------------------------------------------- | ----------- | --------------- | --------------- | ------------------ | --------------------------------------------------------------- |
| Карел Дорман Karel Doorman В ВМС Бельгии: Леопольд I Leopold I                          | F 827 F 930 | 26 февраля 1985 | 20 апреля 1988  | 31 мая 1991        | продан Бельгии в 2005 году                                      |
| Виллем ван дер Зан Willem van der Zaan В ВМС Бельгии: Луиза-Мария Louise-Marie          | F 829 F 931 | 6 ноября 1985   | 21 января 1989  | 28 ноября 1991     | продан Бельгии в 2005 году                                      |
| Тьерк Хиддес Tjerk Hiddes В ВМС Чили: Альмиранте Риверос Almirante Riveros              | F 830       | 28 октября 1986 | 9 декабря 1989  | 3 декабря 1992     | продан Чили в 2004 году                                         |
| Ван Амстел Van Amstel                                                                   | F 831       | 3 мая 1988      | 19 мая 1990     | 27 мая 1993        | состоит на вооружении ВМС Нидерландов, по состоянию на 2008 год |
| Абрахам ван дер Хюлст Abraham van der Hulst В ВМС Чили: Бланко Энкалада Blanco Encalada | F 832       | 8 февраля 1989  | 7 сентября 1991 | 15 декабря 1993    | продан Чили в 2004 году                                         |
| Ван Нес Van Nes В ВМС Португалии: Бартоломеу Диаш Bartolomeu Dias                       | F 833       | 10 января 1990  | 16 мая 1992     | 2 июня 1994        | продан Португалии в 2006 году                                   |
| Ван Гален Van Galen В ВМС Португалии: Д. Франсишку де Алмейда D. Francisco de Almeida   | F 834       | 7 июня 1990     | 21 ноября 1992  | 1 декабря 1994     | продан Португалии в 2006 году                                   |
| Ван Спейк Van Spejk                                                                     | F 828       | 1 октября 1991  | 26 марта 1994   | 7 сентября 1995    | состоит на вооружении ВМС Нидерландов, по состоянию на 2008 год |